# Papier powielaczowy zwykły
Papier powielaczowy zwykły to rodzaj papieru wyłącznie przeznaczonego do wykonywania odbitek na powielaczu siatkowym przy użyciu matryc kolodionowych. Papier ten cechuje wysoka chłonność (w przypadku niedostatecznej chłonności tekst powielaczowy rozmazywał się). Papier wytwarzany w klasie III, V i VII w gramaturze 60-80 g/m², biały lub barwiony, niezaklejany, nienadający się do pisania atramentem.